# Satilatlas
Satilatlas es un género de arañas araneomorfas de la familia Linyphiidae. Se encuentra en la zona holártica.

## Lista de especies
Según The World Spider Catalog 12.0:
- Satilatlas arenarius (Emerton, 1911)
- Satilatlas britteni (Jackson, 1913)
- Satilatlas carens Millidge, 1981
- Satilatlas gentilis Millidge, 1981
- Satilatlas gertschi Millidge, 1981
- Satilatlas insolens Millidge, 1981
- Satilatlas marxi Keyserling, 1886
- Satilatlas monticola Millidge, 1981